# François Lamotte
François o Franz Lamotte (Viena o Països Baixos, ~1751 - 7 setembre 1780) fou un violinista, compositor i primer violí de la capella imperial austríaca. Lamotte posseïa un mecanisme prodigiós que li permetia vèncer brillantment les majors dificultats. Deixà tres concerts i sis sonates.

Als dotze anys executà davant l'emperador un concert de la seva composició i als setze era considerat com un dels primers violinistes d'Europa. El 1769 es presentà a París, i Jarnović, gelós del seu jove rival, volgué desacreditar-lo i li proposà que ambdós executessin una simfonia concertant. 
| « | Això és molt fàcil, contestà Lamotte. Proposo una altra cosa: vostè em dona un concert de la seva composició i jo en canvi ni dong un de meu perquè l'executi vostè, comprometent-me jo a executar el seu. | » |

Jarnović s'excusà com va poder, i la popularitat del jove artista augmentà.
Després de romandre més d'una any a París, es traslladà a Londres, on va contraure molts deutes i fou empresonat, recobrant la llibertat després d'alguns anys i refugiant-se a Holanda.